# Ескізи Мікеланджело

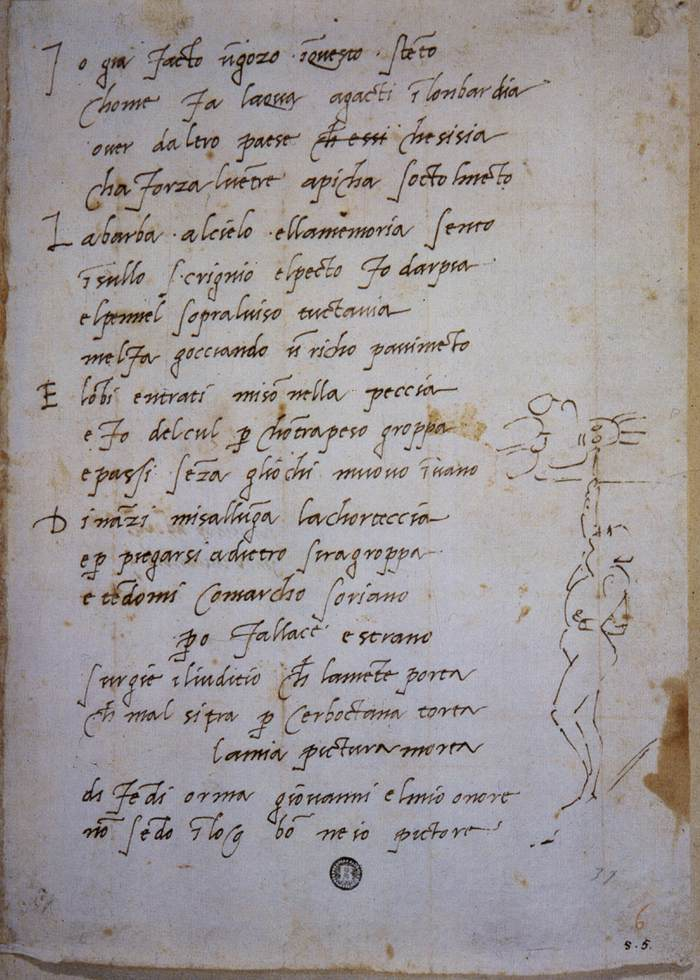
Сонет Мікеланджело із карикатурою

Як писав сам Мікеланджело: 
| «У малюнку, який іншими словами ще називають зарисовкою, досягають свого епогею живопис, скульптура й архітектура; малюнок — джерело і душа усіх видів живопису і корінь кожної науки»[2] |
Муза Живопису, алегорична статуя, що сидить на могилі Мікеланджело у церкві Санта Кроче, зображена із моделлю фігури оголеного чоловіка, таким чином підкреслюючи важливість використання ним моделей не тільки для скульптур, а й для живопису.
За підрахунками дослідників, із творчого спадку Мікеланджело збереглося близько 600 малюнків.
У списку роботи погруповано за композиціями, хронологічно (за можливості).

## Ранні копії
| Назва        | Зображення | Матеріал, техніка | Створено       | Розміри        | Зберігається                  | Примітки                               |
| ------------ | ---------- | ----------------- | -------------- | -------------- | ----------------------------- | -------------------------------------- |
| Дві фігури   |            | перо              | бл. 1488 —1489 |                | Лувр                          | Джотто. Вознесіння Св. Івана Богослова |
| Три фігури   |            | перо              | бл. 1488 —1489 |                | Альбертіна                    | із фрески Мазаччо (не збереглася)      |
| Святий Петро |            | малюнок сангіною  | бл. 1488 —1490 | 31,7 × 19,7 см | Пінакотека сучасності, Мюнхен | копія фрески Мазаччо Чудо з динарієм   |
| Філософ      |            | перо              | бл. 1490       |                | Британський музей             |                                        |

## Битва при Кашині

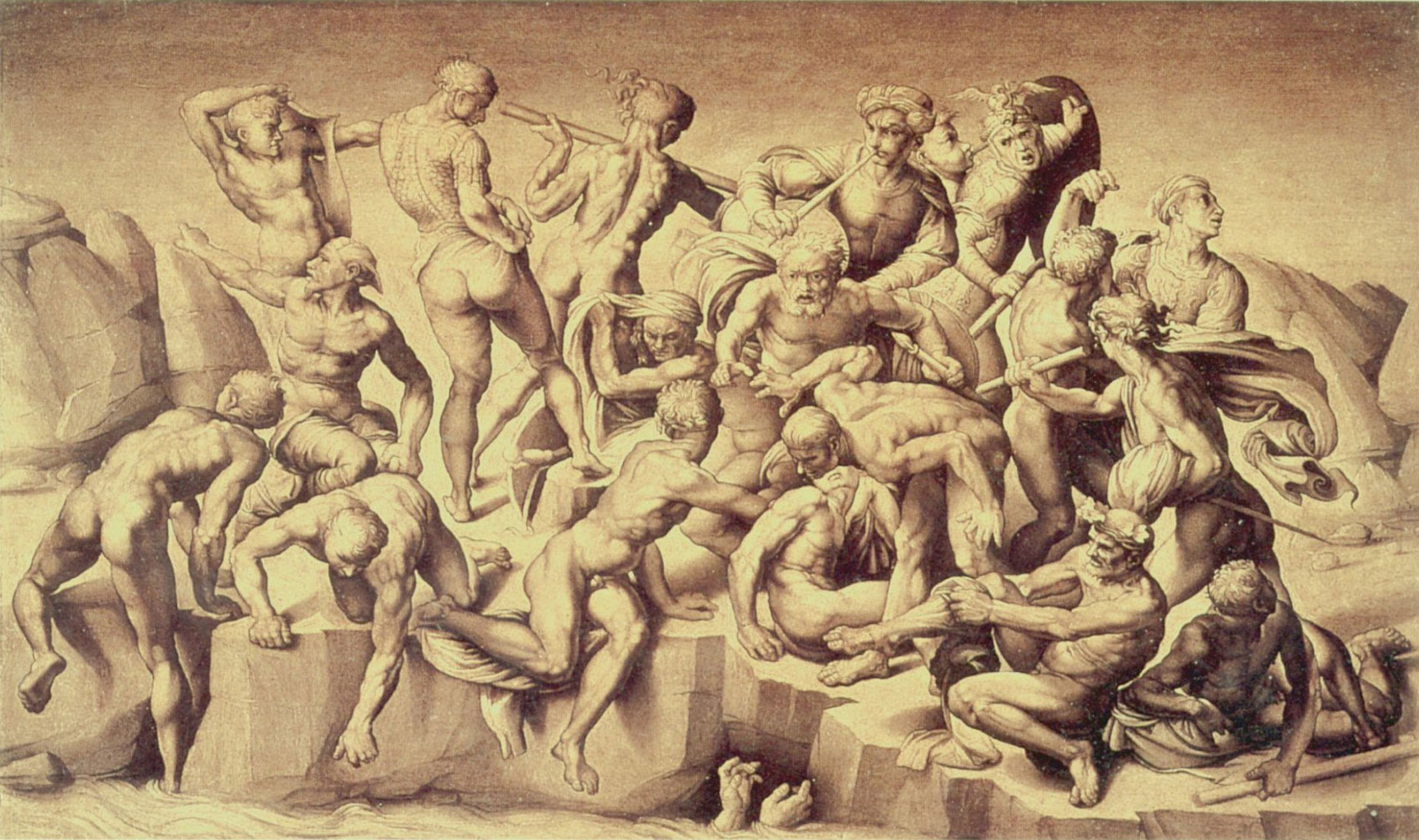
Бастіано да Санґалло. Копія картону Битва при Кашині (грізайль)

| Зображення | Матеріал, техніка           | Створено       | Розміри        | Зберігається      | Примітки                                |
| ---------- | --------------------------- | -------------- | -------------- | ----------------- | --------------------------------------- |
|            | перо                        | бл. 1501       |                | Лувр              | оголена фігура в антикізованому стилі   |
|            | перо                        | бл. 1503       |                | Музей Конде       | етюд античної статуї та інші замальовки |
|            | туш, перо                   | бл. 1504       | 17,9 х 25,1 см | Ашмолеан музей    |                                         |
|            | туш, перо                   | бл. 1504       | 40,5 x 22,6 см | Музей Тейлора     |                                         |
|            | туш, перо                   | бл. 1504 —1505 |                | Каза Буонарроті   |                                         |
|            | коричнева туш, перо         | бл. 1504 —1505 | 40,8 х 28,4 см | Каза Буонарроті   | етюд фігури з античного саркофага       |
|            | перо                        | бл. 1504 —1505 |                | Британський музей | етюд фігури, що біжить                  |
|            | італійський олівець, папір  | бл. 1505       | 40,4 х 26,0 см | Музей Тейлора     |                                         |
|            | крейда, срібна голка, папір | бл. 1505 —1506 | 23,5 х 35,6 см | Галерея Уффіці    |                                         |

## Фрески стелі Сикстинської капели

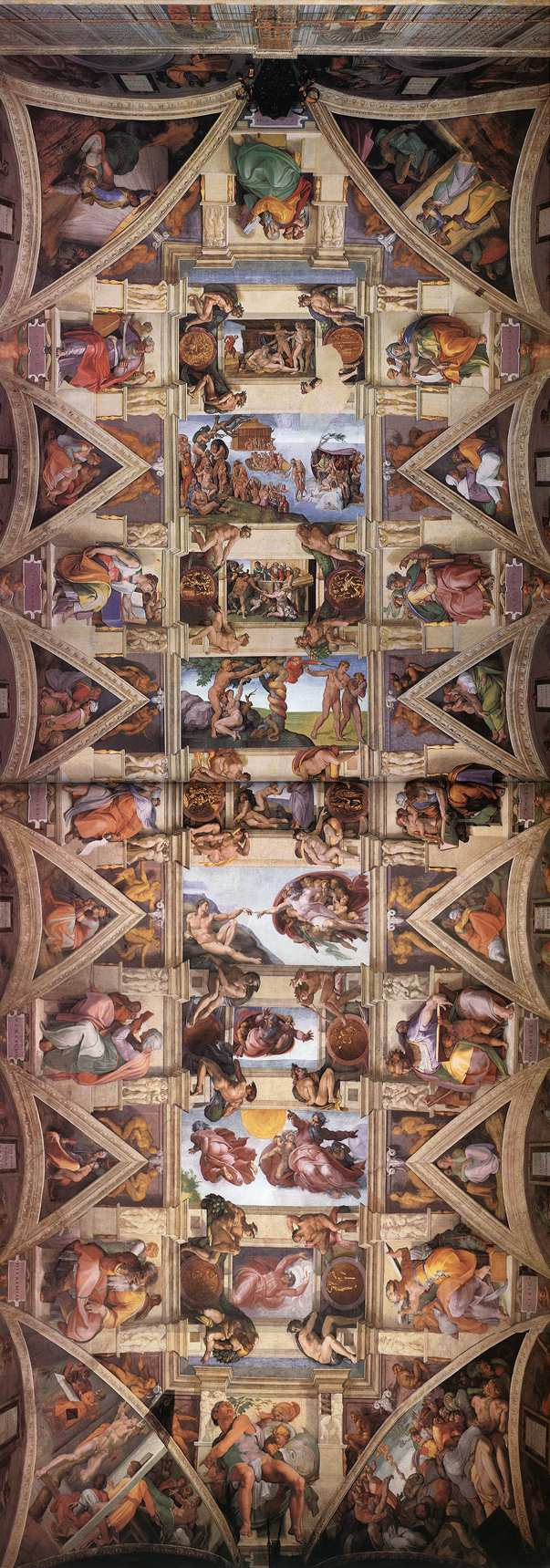
Фрески стелі Сикстинської капели

| Назва               | Зображення | Матеріал, техніка       | Створено | Розміри        | Зберігається                 | Примітки                    |
| ------------------- | ---------- | ----------------------- | -------- | -------------- | ---------------------------- | --------------------------- |
| Адам                |            | червона крейда          | бл. 1510 | 19,3 x 25,9 см | Британський музей            |                             |
| Лівійська сивіла    |            | папір, крейда           | бл. 1511 | 29,0 х 21,0 см | Музей мистецтва Метрополітен |                             |
| Щитоносець          |            | червона крейда          | бл. 1511 |                | Музей Тейлора                |                             |
| Штудія рук          |            | червона крейда          | бл. 1511 |                | Музей Тейлора                | до зображення Бога та Адама |
| Штудія рук          |            | червона та чорна крейда | бл. 1511 |                | Музей Тейлора                | рука Бога                   |
| Штудія голови, ноги |            | червона крейда          | бл. 1511 |                | Музей Тейлора                | голова та нога Бога         |

## Леда і лебідь

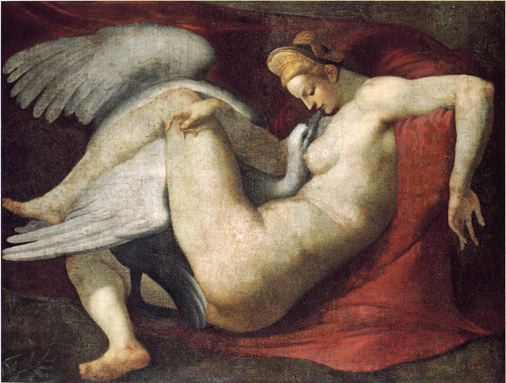
Россо Фйорентино. Леда і лебідь. Копія за Мікеланджело
(Національна галерея, Лондон)

| Зображення | Матеріал, техніка | Створено       | Розміри        | Зберігається      | Примітки       |
| ---------- | ----------------- | -------------- | -------------- | ----------------- | -------------- |
|            | сангіна           | бл. 1529 —1530 | 35,5 x 27,0 см | Каза Буонарроті   | Штудія голови  |
|            |                   | бл. 1530       |                | Британський музей | Торсо і стегно |

## Капела Медичі
| Зображення | Матеріал, техніка | Створено       | Розміри | Зберігається      | Примітки |
| ---------- | ----------------- | -------------- | ------- | ----------------- | --- |
|            |                   | бл. 1520 —1525 |         | Британський музей | Замальовка для статуї «Річковий бог» Розміри на малюнку вказують на потрібну величину мармуру для майбутньої статуї |
|            |                   | бл. 1526 —1530 |         | Британський музей | Варіант зображення лівої руки Ночі                                                                                  |

## Страшний суд

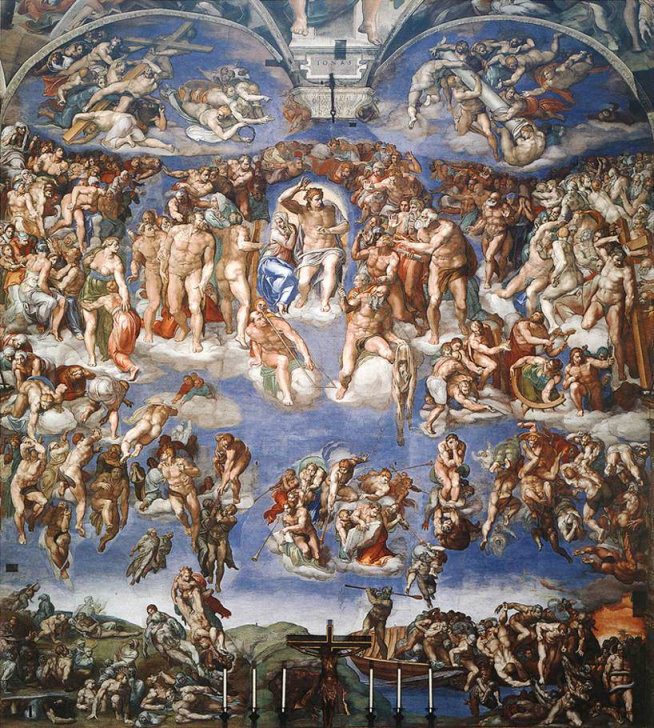
Страшний суд

| Назва            | Зображення | Матеріал, техніка | Створено | Розміри        | Зберігається    | Примітки       |
| ---------------- | ---------- | ----------------- | -------- | -------------- | --------------- | -------------- |
| Композиція       |            |                   | бл. 1534 | 41,8 x 28,8 см | Каза Буонарроті | ранній варіант |
| Святий Лаврентій |            | чорна крейда      |          |                | Музей Тейлора   |                |

## Воскресіння Христа
| Зображення | Матеріал, техніка   | Створено       | Розміри    | Зберігається                             | Примітки                 |
| ---------- | ------------------- | -------------- | ---------- | ---------------------------------------- | ------------------------ |
|            | чорна крейда        | бл. 1520 —1525 | 24 х 35 см | Королівська колекція, Віндзорський замок | за Ерпелем — 1532        |
|            | італійський олівець | бл. 1532       |            | Британський музей                        |                          |
|            | італійський олівець | бл. 1532 —1534 |            | Каза Буонарроті                          | замальовки фігури Христа |

## «Падіння Фаетона»
| Назва           | Зображення | Матеріал, техніка   | Створено | Розміри        | Зберігається                             | Примітки                                     |
| --------------- | ---------- | ------------------- | -------- | -------------- | ---------------------------------------- | -------------------------------------------- |
| Падіння Фаетона |            | італійський олівець | бл. 1533 | 31,2 х 21,5 см | Британський музей                        | перший варіант малюнка для Томмазо Кавальєрі |
| Падіння Фаетона |            | чорна крейда        | бл. 1533 | 41,3 x 23,4 см | Королівська колекція, Віндзорський замок |                                              |

## Інші замальовки
| Назва                                 | Зображення | Матеріал, техніка    | Створено       | Розміри        | Зберігається                               | Примітки                                                    |
| ------------------------------------- | ---------- | -------------------- | -------------- | -------------- | ------------------------------------------ | ----------------------------------------------------------- |
| До статуї «Давид»                     |            | перо, туш            | бл. 1501       |                |                                            | Можливо попередній варіант                                  |
| Меркурій (Аполлон) і фігура з ношею   |            | перо                 | бл. 1501       |                | Лувр                                       |                                                             |
| До статуї «Давид „де Роан“»           |            | перо                 | бл. 1501 —1502 |                | Лувр                                       |                                                             |
| Свята Анна з Дівою Марією та Ісусом   |            | перо                 | бл. 1505       | 25,4 x 17,7 см | Ашмолеан музей                             |                                                             |
| Гротескні голови. Геракл та Антей     |            | червона крейда       | бл.1524 —1525  | 25,5 x 35,0 см | Британський музей                          |                                                             |
| Проклятий                             |            | перо і туш           | бл. 1525       | 35,7 x 25,1 см | Галерея Уффіці                             |                                                             |
| Алегорична фігура                     |            | крейда               | бл. 1530       |                | Каза Буонарроті                            |                                                             |
| Титій                                 |            | чорна крейда         | бл. 1532       | 19,0 x 33,0 см | Королівська колекція, Віндзорський замок   |                                                             |
| «П'єта для Вітторії Колонна»          |            | крейда               | бл. 1538       |                | Музей Ізабелли Стюарт Гарднер, Бостон, США | Ескіз подарунку для Вітторії Колонна                        |
| Святе сімейство із Іваном Хрестителем |            | перо і коричнева туш | бл. 1540       | 62,0 х 49,5 см | Ашмолеан музей                             |                                                             |
| «Розп'яття для Вітторії Колонна»      |            | чорна та біла крейда | бл. 1541       | 36,8 х 26,8 см | Британський музей                          | Вітторія Колонна вивчала цей малюнок з лупою                |
| Розп'яття                             |            | чорна крейда         | бл. 1556       | 41,2 х 27,9 см | Британський музей                          | Одне із серії розп'ять, які Мікеланджело малював уже старим |
| Голова сатира                         |            | перо і коричнева туш |                | 28,0 х 21,0 см | Лувр                                       |                                                             |

## Виноски
1. ↑  Мікельанджело Буонарроті. Нажив я воло тут, на риштуванні... (в перекладі Мойсея Фішбейна). Архів оригіналу за 21 липня 2013. Процитовано 21 лютого 2012.
2. ↑  Эрпель, 1990, с. 46.
3. ↑  LeBrooy, 1972, с. 16.
4. ↑  Wallace, 2010, с. 5.
5. ↑  LeBrooy, 1972, с. 79.
6. ↑  Либман, 1964, с. 94.
7. ↑  LeBrooy, 1972, с. 14.
8. ↑  LeBrooy, 1972, с. 51.
9. ↑  Эрпель, 1990, с. 42.
10. ↑  Wallace, 2010, с. 16.
11. ↑  Michelangelo Drawings List. Архів оригіналу за 1 травня 2012. Процитовано 10 травня 2012.
12. ↑  Эрпель, 1990, с. 56.
13. ↑  Wallace, 2010, с. 41.
14. ↑  Wallace, 2010, с. 40.
15. ↑  Wallace, 2010, с. 56.